# Bertil Pekkari
Bertil Ingemar Pekkari, född 19 september 1939, är en svensk före detta ishockeyspelare.
Hagstrand representerade klubbarna Kiruna AIF (1956/1957–1959/1960) och Gais (1960/1961–1963/1964). 1962 tilldelades han Hedersmakrillen som Gais främste ishockeyspelare.